# Михаил Клопски
Блажени Михаил је православни руски светитељ.
Он је Христа ради јуродиви Рус, од рода кнежевског. Прављаше се сулуд да би тако скрио од света врлину своју, и да га људи не би хвалили. Тако припреми себи похвалу пред Богом. Сконча 1453. године у манастиру Клопском, близу Новгорода где му и мошти почивају. Предвидео је архиепископство малом Јовану, каснијем Јони Новгородском.
Српска православна црква слави га 11. јануара по црквеном, а 24. јануара по грегоријанском календару.